# Камлочук, Леонид Васильевич
Леони́д Васи́льевич Камлочу́к (4 июля 1974, Дубно) — украинский гребец-каноист, выступал за сборную Украины во второй половине 1990-х годов. Участник летних Олимпийских игр в Сиднее, бронзовый призёр чемпионата Европы, победитель многих регат национального и международного значения.

## Биография
Леонид Камлочук родился 4 июля 1974 года в городе Дубно Ровненской области Украинской ССР. Активно заниматься греблей начал с раннего детства, проходил подготовку под руководством тренера А. Максимчука, в разное время состоял в спортивных обществах «Колос», «Динамо», «Спартак».
Первого серьёзного успеха на взрослом международном уровне добился в 1999 году, когда попал в основной состав украинской национальной сборной и побывал на чемпионате Европы в хорватском Загребе, откуда привёз награду бронзового достоинства, выигранную в программе четырёхместных экипажей на тысяче метрах совместно с такими гребцами как Николай Димаков, Дмитрий Саблин и Роман Бундз — в решающем заезде его опередили только сборные России и Румынии.
Будучи одним из лидеров гребной команды Украины, Камлочук благополучно прошёл квалификацию на Олимпийские игры 2000 года в Сиднее — стартовал на километровой дистанции в зачёте двухместных каноэ в паре с Романом Бундзом, но остановился на стадии полуфиналов, где финишировал шестым. Вскоре по окончании этих соревнований принял решение завершить карьеру профессионального спортсмена, уступив место в сборной молодым украинским гребцам.
Впоследствии работал тренером по гребле на байдарках и каноэ. Мастер спорта Украины международного класса (1999).